# Dhubri (huyện)
Huyện Dhubri là một huyện thuộc bang Assam, Ấn Độ. Thủ phủ huyện Dhubri đóng ở Dhubri. Huyện Dhubri có diện tích 2838 ki lô mét vuông. Đến thời điểm năm 2001, huyện Dhubri có dân số 1634589 người.